# Stoczek Łukowski (gmina 1992–1997)
Stoczek Łukowski (do 31 XII 1991 i od 1 I 1998 miasto Stoczek Łukowski i Stoczek Łukowski) – dawna gmina miejsko-wiejska istniejąca przez 6 lat w woj. siedleckim. Siedzibą władz gminy było miasto Stoczek Łukowski.
Gmina została utworzona 1 stycznia 1992 w związku z realizacją uchwały o samorządzie terytorialnym, przez połączenie miasta Stoczek Łukowski z wiejską gminą Stoczek Łukowski.
1 stycznia 1998 gminę Stoczek Łukowski zniesiono, dzieląc ją  ponownie na dwie odrębne jednostki – a) gminę o statusie miasta Stoczek Łukowski w granicach miasta Stoczek Łukowski z siedzibą władz w Stoczku Łukowskim; i b) gminę (wiejską) Stoczek Łukowski z siedzibą władz w mieście Stoczek Łukowski, w skład której weszły obszary wsi: Aleksandrówka, Błażejki, Borki, Chrusty, Guzówka, Jagodne, Jamielne, Jamielnik-Kolonia, Januszówka, Jedlanka, Kamionka, Kapice, Kienkówka, Kisielsk, Łosiniec, Mizary, Nowa Prawda, Nowe Kobiałki, Nowy Jamielnik, Rosy, Róża Podgórna, Ruda, Stara Prawda, Stara Róża, Stare Kobiałki, Stary Jamielnik, Szyszki, Toczyska, Turzec, Wiśniówka, Wola Kisielska, Wólka Poznańska, Wólka Różańska, Zabiele, Zgórznica.
Podział ten utrzymał się.